# ロベルト・デ・シモーネ

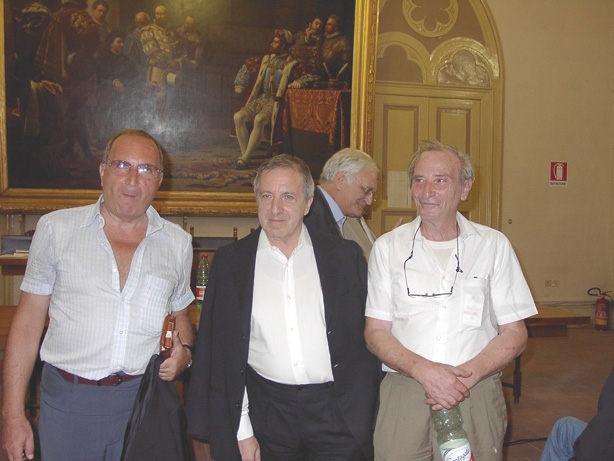
70歳の誕生祝いで兄弟と映るロベルト・デ・シモーネ（中央）

ロベルト・デ・シモーネ（イタリア語: Roberto De Simone、1933年8月25日 - 2025年4月6日）は、イタリアの作曲家、著作家、オペラ演出家、音楽学者、神話学者・民俗学者。ナポリ生まれ。

## 経歴
1980年代、ナポリのサンカルロ劇場の芸術監督を務め、1995-2000年、ナポリ音楽院（サンピエトロ・ア・マイェッラ音楽院）の理事長を務めた。
イタリア国外ではオペラ演出家として知られているが（ウィーンの「ドン・ジョヴァンニ」、ミュンヘンの「マクベス」、ミラノの「ナブッコ」、ヒューストンの「チェネレントラ」など）、イタリア国内では現代文化全般に関わる著名人である。
1970年代には、デ・シモーネ率いる「民俗歌曲の新団体」(Nuova Compagnia di Canto Popolare, NCCP)が、イタリア南部の伝統音楽の発掘とその啓発活動により世界的な知名度を獲得した。音楽劇への志向はこの頃にすでに確固としたものとなっており、1976年、スポレートでの「雌猫のチェネレントラ」(La gatta Cenerentola)の世界初演にはNCCPも参加して伝説的な公演となった。1980年代前半からは、ナポリの演劇・音楽団体の「メディア・アエタス」(Media Aetas)と、その設立者で指揮者のヴィルジリオ・ヴィラーニ(Virgilio Villani)とともに、音楽劇の上演で共同制作事業を続けた。ヴィラーニはデ・シモーネの作品の舞台化に大きな役割を果たしていたが、2003年に54歳で死去し、両者の蜜月の協調関係は終わりを告げた。デ・シモーネは2004年、メディア・アエタスから離れ、それ以降は多彩な団体と共演している。
教授活動としては、1970年代、ナポリ美術アカデミア(Accademia di Belle Arti di Napoli)で劇場史を教えた。1981-87年、サンカルロ劇場の芸術監督。 1995年、ナポリ音楽院の理事長に就任した。 1998年、サンタ・チェチーリア国立アカデミアの会員に指名され、フランス芸術文化勲章・シュヴァリエ(Chevalier des Arts et des Lettres)を受章した。2003年、メルカート・サン・セヴェリーノ市と「イタリア南部偉人協会」(associazione La Magnifica Gente d'o Sud)によって運営される「サンセヴェリーノ・ロベルト1世賞」を受賞した。
2025年4月6日、ナポリの自宅で死去。91歳没。

## 著作
音楽劇、音楽文化、ナポリの民俗文化がデ・シモーネの長年の関心分野である。出版歴は1977年から。主な出版社はEditore Einaudi社。
- 『雌猫のチェネレントラ．3幕の音楽寓話』("La gatta Cenerentola. Favola in musica in tre atti", Collezione di teatro n.214, Torino, Einaudi, 1977, ISBN 978-88-06-21923-9)
- 『悪魔と聖人．ナポリのバロック劇』("Demoni e Santi. Teatro e teatralità barocca a Napoli", Electa Napoli, 1984)
- 『ナポリ歌謡に関する乱雑なお話』("Disordinata storia della canzone napoletana", Valentino editore, 1994)
- 『ナポリ民衆のプレゼピオ（キリスト降誕模型）』("Il presepe popolare napoletano", Collana Saggi, Torino, Einaudi, 1998-2004)
- 『聖木曜日のオペラブッファ』("L'opera buffa del giovedì santo", Collezione di teatro, Torino, Einaudi, 1999)
- 『牧人たちのカンタータ』("La Cantata dei pastori", Collana Saggi, Torino, Einaudi, 2000, ISBN 978-88-06-15632-9)
- 『ジャンバッティスタ・バジーレの《物語の中の物語》（ペンタメローネ）．ロベルト・デ・シモーネの校閲による』("Il cunto de li cunti di Giambattista Basile nella riscrittura di Roberto De Simone (2 vol.)", Collana I millenni, Torino, Einaudi, 2002, ISBN 978-88-06-14214-8)
- 『空想上のソクラテスへのプロレゴメナ（緒論）』("Prolegomeni al Socrate immaginario", Collezione di teatro, Torino, Einaudi, 2005, ISBN 978-88-06-17863-5)
- 『短編集 K666．モーツァルトとナポリの間で』("Novelle K 666. Fra Mozart e Napoli", Collana L'Arcipelago, Torino, Einaudi, 2007, ISBN 978-88-06-18685-2)
- 『ジョヴァン・バッティスタ・ペルゴレージへのオマージュ(1710-2010)』("Omaggio a Giovan Battista Pergolesi (1710-2010)", Grimaldi & C., 2010, ISBN 978-88-89-87962-7)
- 『ジェズアルドのための5項目（5つの声、5声音楽）．音楽の変装劇と愛・死・魔術の神話音楽劇』("Cinque voci per Gesualdo. Travestimento in musica e teatro di un mito d'amore, morte e magia", Collezione di teatro, Torino, Einaudi, 2013, ISBN 978-88-06-21744-0)
- 『ナポリの風刺'44．サンタ・キアーラとサン・グレゴリオ・アルメーノの間で』("Satyricon a Napoli '44. Fra Santa Chiara e San Gregorio Armeno", Collana L'Arcipelago, Torino, Einaudi, 2014, ISBN 978-88-06-21978-9)
- 『ナポリ歌謡（ナポリのカンツォーネ）』("La canzone napolitana", Collana I Millenni, Torino, Einaudi, 2017, ISBN 978-88-06-23474-4)

### 校閲
- 『ジャンバッティスタ・バジーレの《物語の中の物語》（ペンタメローネ）．ロベルト・デ・シモーネの校閲による』("Il cunto de li cunti di Giambattista Basile nella riscrittura di Roberto De Simone (2 vol.)", Collana I millenni, Torino, Einaudi, 2002, ISBN 978-88-06-14214-8)

## 顕彰
- フランス芸術文化勲章・シュヴァリエ（騎士）(Ordre des Arts et des Lettres)
- 1985年12月27日、イタリア共和国功労勲章(Ordine al Merito della Repubblica Italiana)・コメンダトーレ（騎士団長）　«内閣閣議で推薦»
- 1998年6月17日、イタリア共和国功労勲章・グランデ・ウッフィチャーレ(Grande Ufficiale)　«イタリア共和国大統領の推薦»